# Hibiscus cabralensis
Hibiscus cabralensis är en malvaväxtart som beskrevs av Antonio Krapovickas. Hibiscus cabralensis ingår i Hibiskussläktet som ingår i familjen malvaväxter. Inga underarter finns listade i Catalogue of Life.